# Petter Løvik
Petter Løvik (11. juli 1949 i Volda, Møre og Romsdal – 3. december 2007) var en norsk politiker (H). Han blev indvalgt i Stortinget fra Møre og Romsdal i 1997. Han var varerepræsentant fra 1989. 
Løvik var medlem af kommunestyret i Volda i flere perioder fra 1979, og han var leder af Møre og Romsdal Høyre fra 1994 til 1997.

## Ekstern link
- Stortinget.no – Biografi Arkiveret 24. december 2007 hos  Wayback Machine